# John Evelyn
John Evelyn (Wotton, 31 ottobre 1620 – Londra, 27 febbraio 1706) è stato uno scrittore inglese.

## Biografia
I diari scritti da Evelyn corrispondono con quelli scritti da un altro grande scrittore dell'epoca, Samuel Pepys. I diari ci raccontano spaccati di vita quotidiana inglese e narrano eventi importanti dal punto di vista storico, come la morte di Oliver Cromwell, quella di Carlo II d'Inghilterra, il grande incendio di Londra e la grande peste di Londra. I due diaristi ebbero modo di confrontarsi vicendevolmente diverse volte.
Evelyn nacque nella contea di Surrey da una famiglia produttrice di polvere da sparo nel 1620.
La sua opera principale è il Diario, nel quale descrive l'incendio e la peste che devastarono Londra nel 1665 e nel 1666. La narrazione si distinse per una certa oggettività, oltre per il ritratto di un uomo retto, spinto da idee entusiastiche, abituato a frequentare la crema della società e pur tuttavia lontano dalla vita dissoluta tipica della sua epoca.
 

Nel Diario sono inoltre raccontate con meraviglia e stupore anche i théatre d'eau nella Villa d'Este (Tivoli) e nella Villa Aldobrandini (Frascati), spettacoli acquatici che ebbe modo di ammirare durante un soggiorno in Italia:
In un altro giardino c'è una mirabile voliera, in cui vi sono degli uccelli artificiali che cantano fino a quando non compare un gufo. Allora d'improvviso, le loro note cambiano. Nei pressi, c'è la fontana dei dragoni, che lancia enormi getti d'acqua con grande frastuono. In un'altra grotta artificiale, chiamata Grotto di Natura, c'è un organo idraulico, e dietro questo ci sono diversi bacini e stagni pieni di pesci; in uno di questi c'è Nettuno sul suo carro tirato da un ippocampo, in un altro un Tritone (...).   

(Nel giardino della villa del cardinale Aldobrandini, ci sono) organi idraulici e ogni sorta di uccelli esotici, che si muovono e cinguettano sotto la forza dell'acqua, e parecchi altri spettacoli e invenzioni sorprendenti. Nel centro di una di queste stanze sta sospesa una palla di rame, che danza perpetuamente a un metro circa d'altezza dal pavimento, grazie a una corrente d'aria convogliata segretamente fino a un orifizio al di sotto di essa. Molti altri accorgimenti servono a bagnare gli spettatori incauti, cosicché ben difficilmente si può fare un passo senza essere bagnati tutti quanti. In uno di questi teatri d'acqua, una statua di Atlante scaglia un getto d'acqua a un'altezza incredibile e un altro mostro soffia in un corno facendo un muggito terribile. Ma, al di sopra di tutto, questo sembra la rappresentazione del più realistico dei temporali, con una tale furia di pioggia, di vento e di tuoni, che ci si potrebbe immaginare di trovarsi proprio nel bel mezzo d'una violenta tempesta. 
Nell'opera che lo ritrae al National Portrait da parte del suo amico Robert Walker nella recensione è scritto: ripete Seneca e The Importance of Preparing For Death come si può vedere nel quadro di Walker.
Insieme a Robert Boyle soprannominato Philaterus ovvero Amante della verità ed altri studiosi fondarono prima l'Accademia Invisibile la quale nel 1660 divenne La Royal Society una delle più prestigiose accademie ancora oggi di ogni sapere nei più svariati ambiti, il loro motto oggi come allora è "nullius in verba". Accanto a questi possiamo tranquillamente collocare anche la figura di William Dampier bucaniere esploratore e profondo conoscitore della navigazione che tanto diede all'Inghilterra; anche il suo ritratto è al National Portrait.

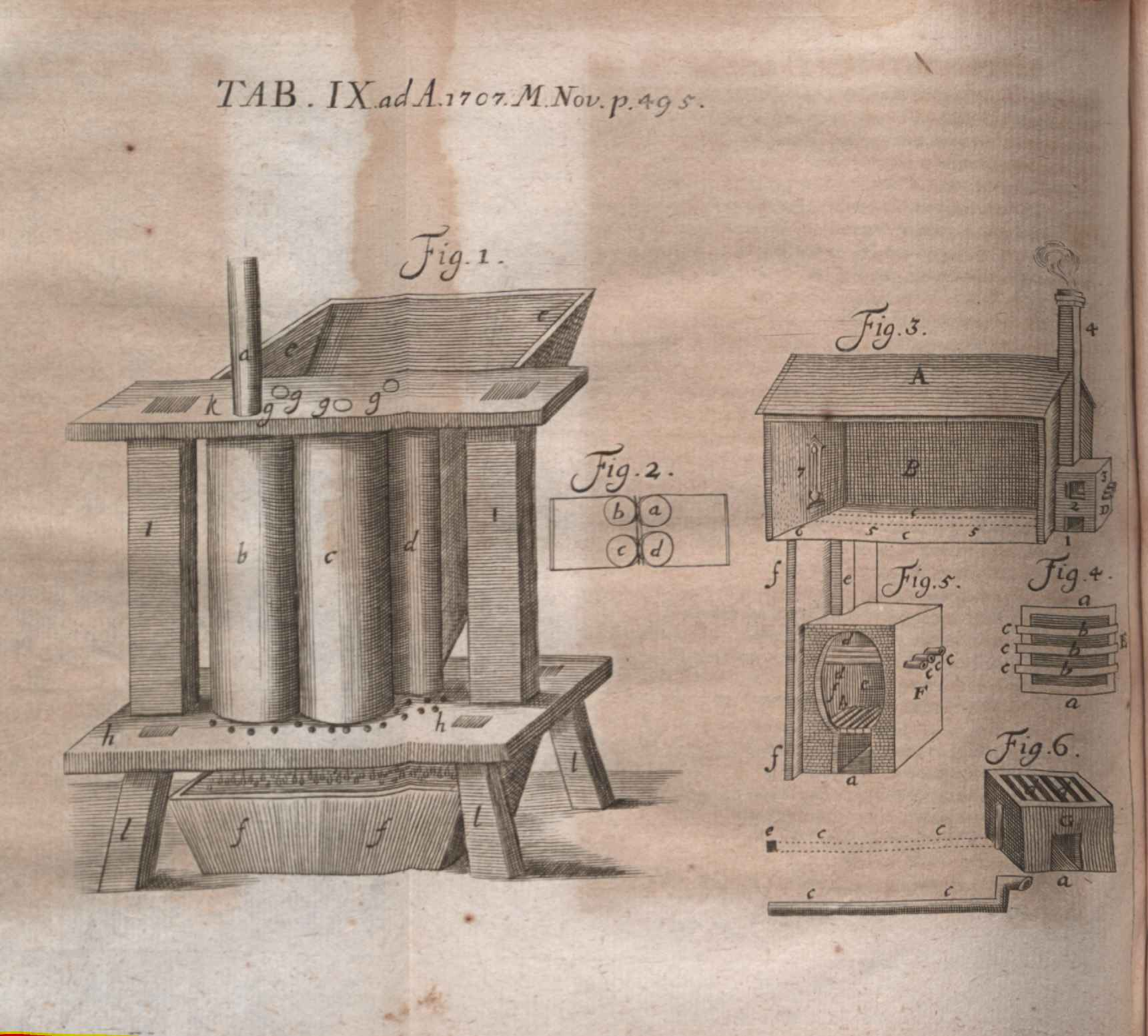
Illustrazione alla recensione de Silva, or a discourse of forest-trees: terra... pubblicata sugli Acta Eruditorum del 1707

## Opere
- (EN) Silva, London, John Walthoe  (I), 1729.
- Le muse, vol. 4, Novara, De Agostini, 1966.
- Clara Marburg, Mr. Pepys and Mr. Evelyn, Filadelfia, 1935.